# Церковь Святой Марии Капитолийской
Церковь Святой Марии Капитолийской (нем. St. Maria im Kapitol) — католическая церковь в городе Кёльне в центральном городском районе Хоймаркт (de:Heumarkt (Köln)) в южной части старого города (de:Köln-Altstadt-Süd) (федеральная земля Северный Рейн-Вестфалия). Церковь расположена в квартале, ограниченном улицами Kasinostraße, Pipinstraße, Am Malzbüchel и Marienplatz.

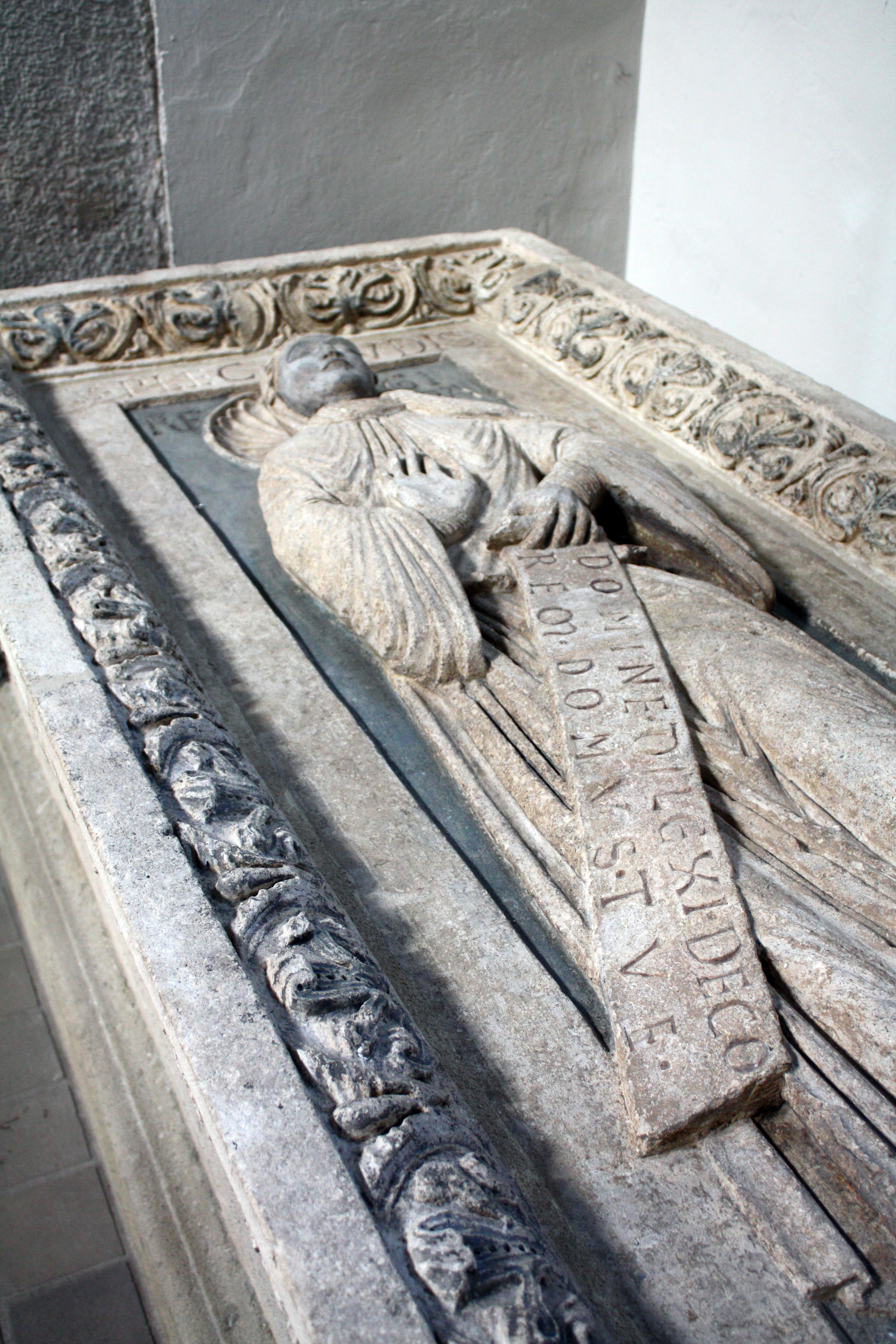
Саркофаг Плектруды

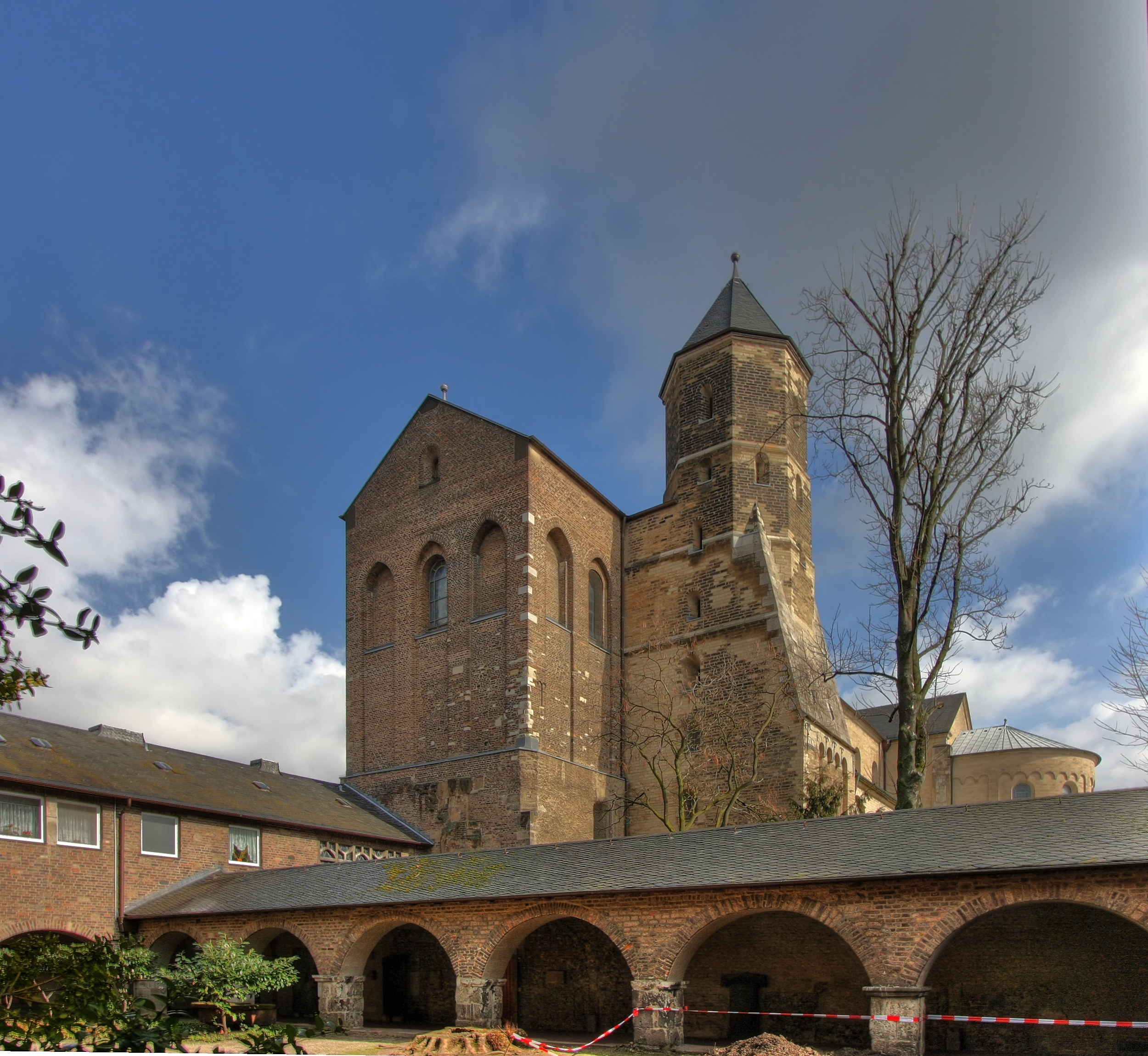
Вестверк церкви

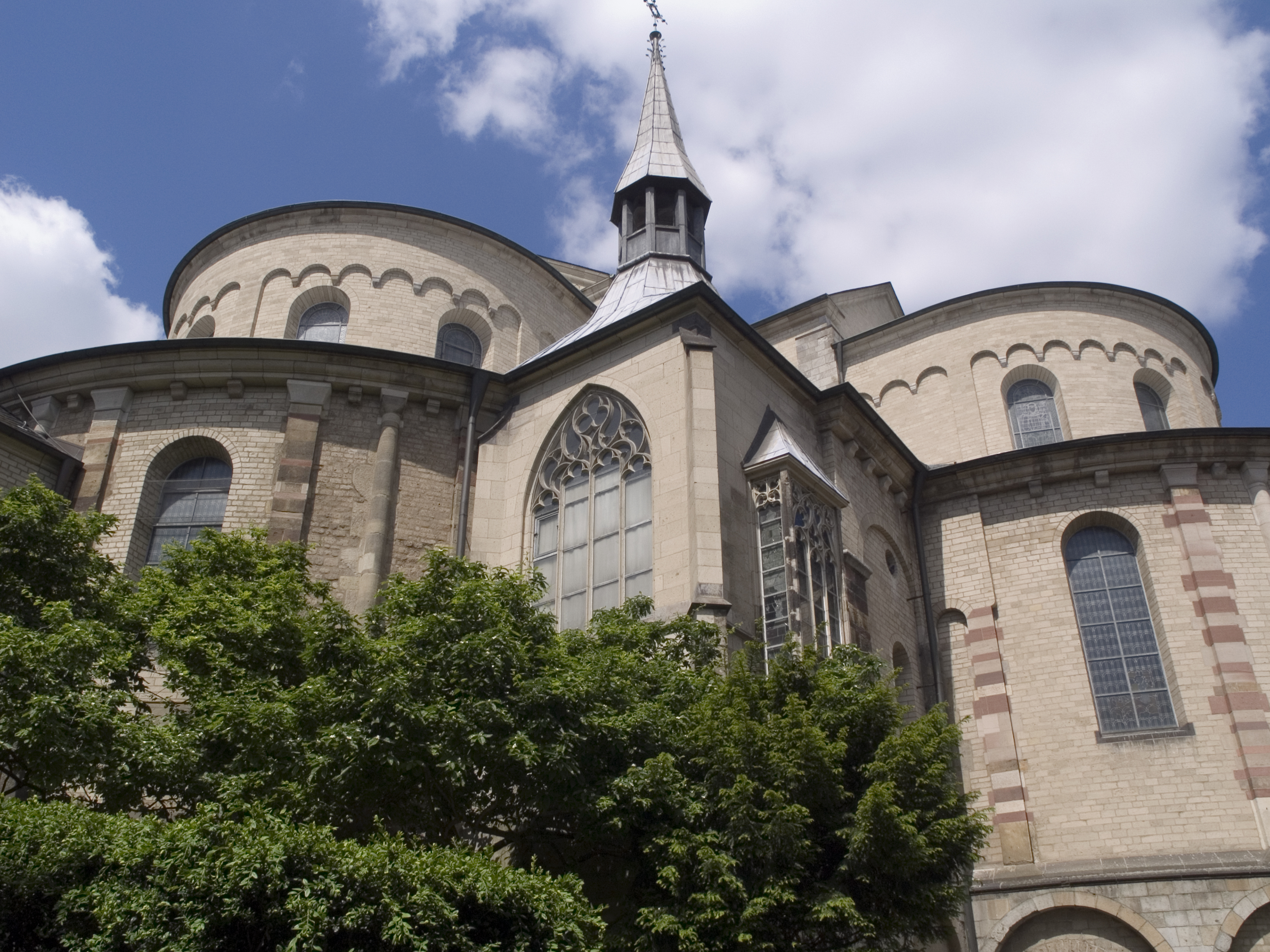
Вид с юго-восточной стороны

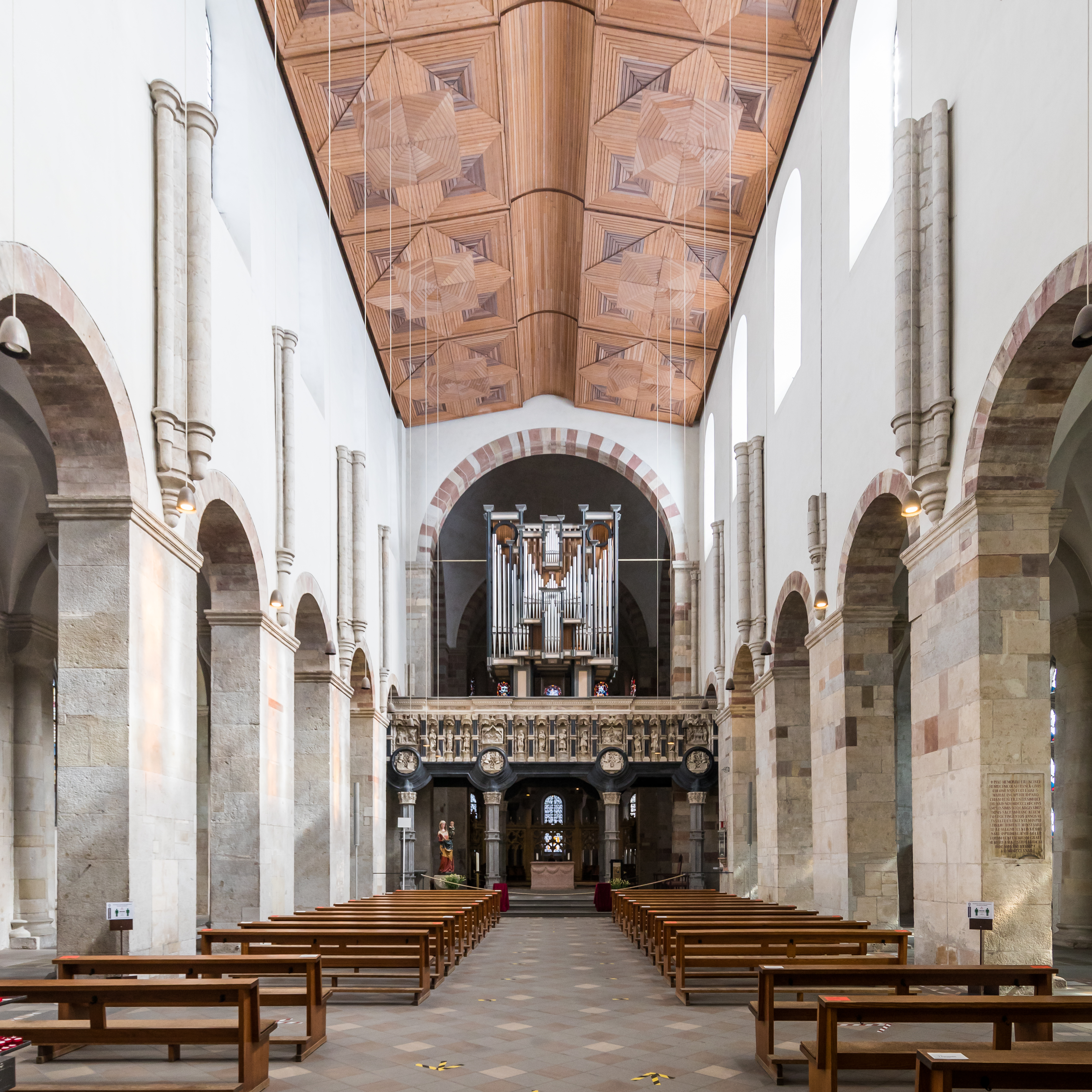
Центральный неф церкви

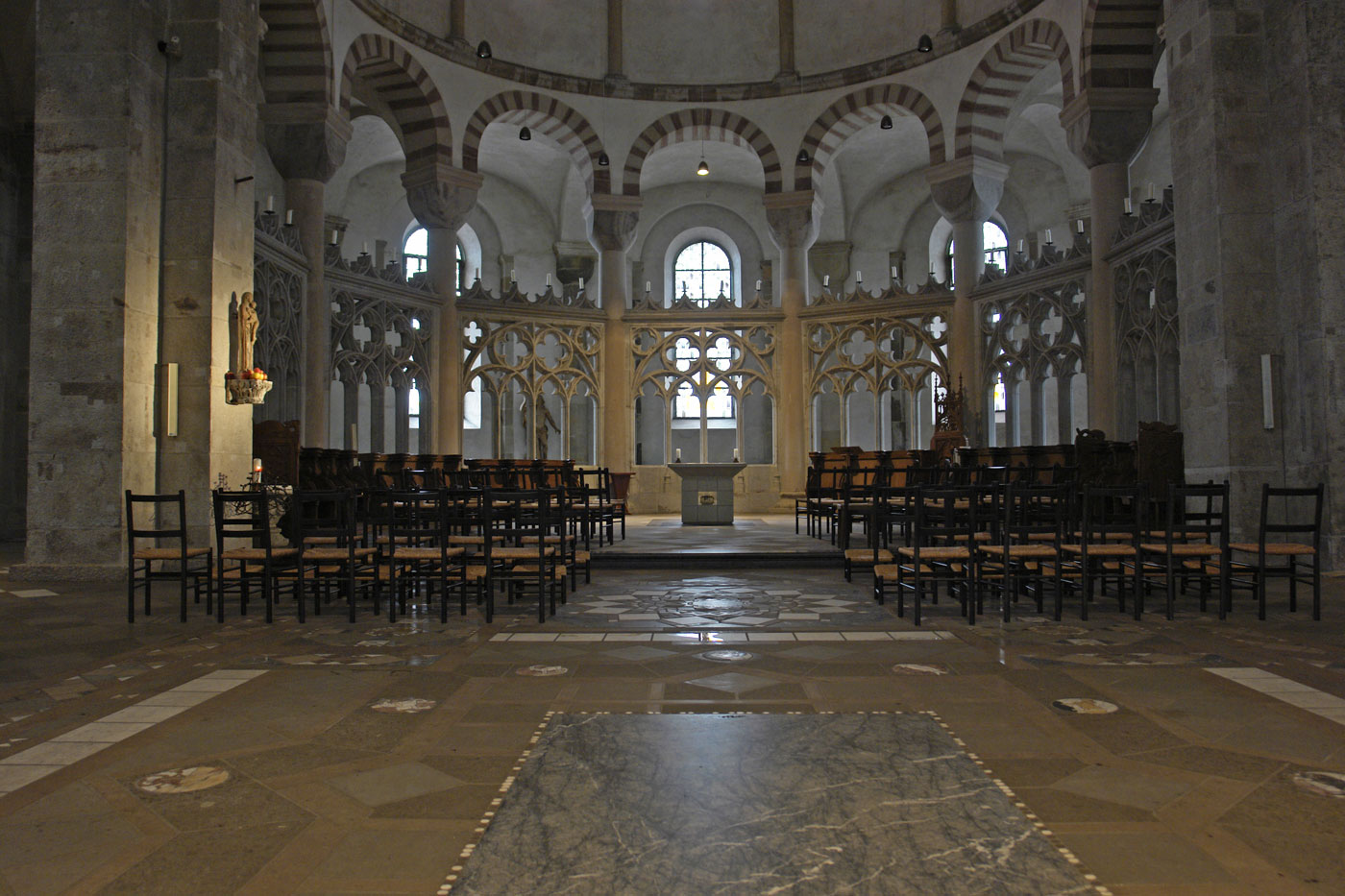
Хор церкви

Церковь Святой Марии Капитолийской — это самая большая среди всех романских церквей Кёльна. В плане размеры церкви составляют 100×40 м. Церковь построена в ранне-романском стиле и представляет собой трёхнефную базилику с трансептом. Главный неф и трансепт образуют средокрестие типа «клеверный лист» (подобное средокрестие имеют церкви Большой Святой Мартин и Апостольская церковь).

## История
На месте нынешней церкви Святой Марии Капитолийской в I веке строится храм посвященный Капитолийской триаде — Юпитеру, Юноне и Минерве. Отсюда и название этого места — Капитолий.

В 690 году на месте этого храма по указанию жены франкского майордома Пипина Геристальского Плектруды строится церковь, в которой она и была похоронена в 717 году.

В X веке архиепископ Кёльна Бруно I основывает при этой церкви женский монастырь, посвященный Святой Марии. В середине XI века архиепископ Герман II и настоятельница монастыря аббатиса Ида (de:Ida (St. Maria im Kapitol)) принимают решение о строительстве новой монастырской церкви. В 1049 году папа Лев IX в присутствии императора Генриха III заложил первый камень будущей церкви. Освящена церковь была в 1065 году кёльнским архиепископом Анно II.

Церковь играла в Кёльне важнейшее значение, уступая по своему статусу только Кёльнскому собору. Так в 1371 году, когда в Кёльне произошло восстание ткачей, после его подавления участники восстания не были казнены, а по решению городского совета 21 ноября им было позволено покинуть город за то время, пока будут звонить колокола на церкви Святой Марии Капитолийской. Архиепископ Кёльна всегда читал первую рождественскую проповедь в церкви Святой Марии. Также в день празднования Трёх царей члены городского участвовали в процессии, которая совершала крестный ход от церкви Марии Капитолийской к Кёльнскому собору. Также церковные колокола всегда оповещали жителей Кёльна о пожарах и наводнениях (нем.).

В годы второй мировой войны во время 262 бомбардировок Кёльна британской авиацией церковь Святой Марии была почти полностью разрушена. Восстановление церкви продолжалось с 1956 по 1984 годы. При этом церкви максимально попытались придать тот вид, который она имела в XI веке.

23 апреля 1965 года папа Павел VI присвоил церкви Святой Марии Капитолийской звание Малой папской базилики (лат. Basilica minor).
Рядом с церковью находятся исторические "Воротца Трёх Королей", являющиеся памятником архитектуры Кёльна.